# Nusrat al-Din Ibrahim
Nusrat al-Din Ibrahim fou un emir fadlawàyhida, germà de Nizam al-Din Hasanwayh II al que va succeir a la seva mort el 1264. Va estar sotmès a la dinastia il-kànida de Pèrsia.
Després de menys de dos anys de govern fou deposat en una conspiració el gener o febrer de 1266 pujant al tron el seu germà Tayyibxah o Taib Xah.